# Mel Matsinhe
Mel Matsinhe (Inhambane), é uma ativista, poeta, escritora, compositora, intérprete e professora de piano. Nascida em Inhambane, Moçambique.

## Biografia
Cresceu envolvida no mundo da música e desenvolveu o seu interesse e paixão pela poesia no decorrer dos anos. 
Mel Matsinhe é ativista social e empreendedora, dedicando-se à implementação de componentes artísticas na Educação, na sua escola de artes Xiluva, com experiência como professora de piano e foco em crianças do espectro autista.
Através da escola de artes Xiluva ela procura criar um espaço seguro, onde cuidadores de crianças do espectro autista podem expressar-se sem medo do julgamento, adquirir conhecimento e, sobretudo, apoio.
Matsinhe procura nas suas iniciativas deixar um legado, especialmente para as crianças, que dê continuidade à grandeza dos africanos.
A artista tem apresentações a solo, piano e voz, em que explora a combinação entre as raízes e línguas do seu país e as influências latinas, do jazz e da música clássica. 
Natural de Inhambane, Mel Matsinhe é formada em Pedagogia musical e performance de piano em Cuba, na Escola Nacional de Música de Havana, e tem mestrado em História e Musicologia pela Universidade de Oslo, na Noruega. 

## Percurso
Fomada em pedagogia musical e performance de piano pela Escuela Nacional de Música em Havana e posteriormente com mestrado em história e musicologia pela Universidade de Oslo na Noruega, Mel fundou em 2013 a escola de Artes Xiluva, em Maputo que é vocacionada para a formação artística de crianças e adolescentes. 
Para além da escola de artes Xiluva, Mel é também directora, desde 2016, do festival da criança denominado “Njinguirintana”, e do Concurso Infantil de Literatura “Flores que Nunca Murcham”.
Na Costa do Marfim, é vice-presidente da organização continental Arterial Network, com sede em Abidjan. 

## Participações
Em 2020, participou na primeira edição da sessão de tertúlias "Poesia em roda vida" em Alfama, Portugal e o dia 16 de Outubro. 
Também em 2020 no dia mundial da poesia, participou do vídeo da ONU News, declamando poema, junto com outros poetas sobre inspiração e resiliência no tempo da pandemia.
No dia 11 de Agosto de 2021, participou no encontro "Do intervalo de silêncios ou o arco e a lira", uma noite de conversa que teve curadoria de Venâncio Calisto no restaurante de gastronomia moçambicana, Roda Viva em Alfama, Lisboa-Portugal.
Em 2021, participou do Projeto a Arvore da Poesia, em Oeiras. O Projeto conta com uma estrutura de alumínio interativa, em forma de árvore composta por 60 címbalos, correspondendo a obra de 60 poetas de língua portuguesa.  A árvore é ativada com o som do vento ou da chuva, assim o público passa aa a ter acesso a informação sobre os poetas selecionados.
A 1 a 6 de fevereiro de 2022 Mel Matsinhe participa do Ségou’ Art Festival e doYouth Entrepreneurship Fórum no Mali, sendo a única artista de expressão portuguesa selecionada para participar do festival. O mesmo é dedicado à promoção e valorização das expressões artísticas e culturais, com concertos, feiras, oficinas, conferências e palestras. Uma oportunidade para trocas criativas com diferentes artistas. Além das atuações Mel  Matsinhe participou de mesas redondas para partilhas experiência como empreendedora do setor criativo e sobre o impacto das tecnologias no desenvolvimento do sector criativo africano.
Em 2023 representou Moçambique no Encontro de Indústrias Culturais e Criativas da África Ocidental, como Presidente da Federação Moçambicana das Indústrias Culturais e Criativas (FEMICC). Acredita que os conhecimentos partilhados através da interação dos países do continente, nestes eventos, resulta em soluções para enfrentar os desafios do setor.

## Obras
Poesia
- Ignição dos sonhos - 2017 que é a sua primeira obra de poesia. [1]
- Livro O tambor de Nacito - 2020 pela editora Fundza [3]
- Poema palavras em Fuga - 2020 [1]
- Xiluva, partida de uma Flor - 2021 [1]